# Clergyman
Ne doit pas être confondu avec Soutane ou Clergé.

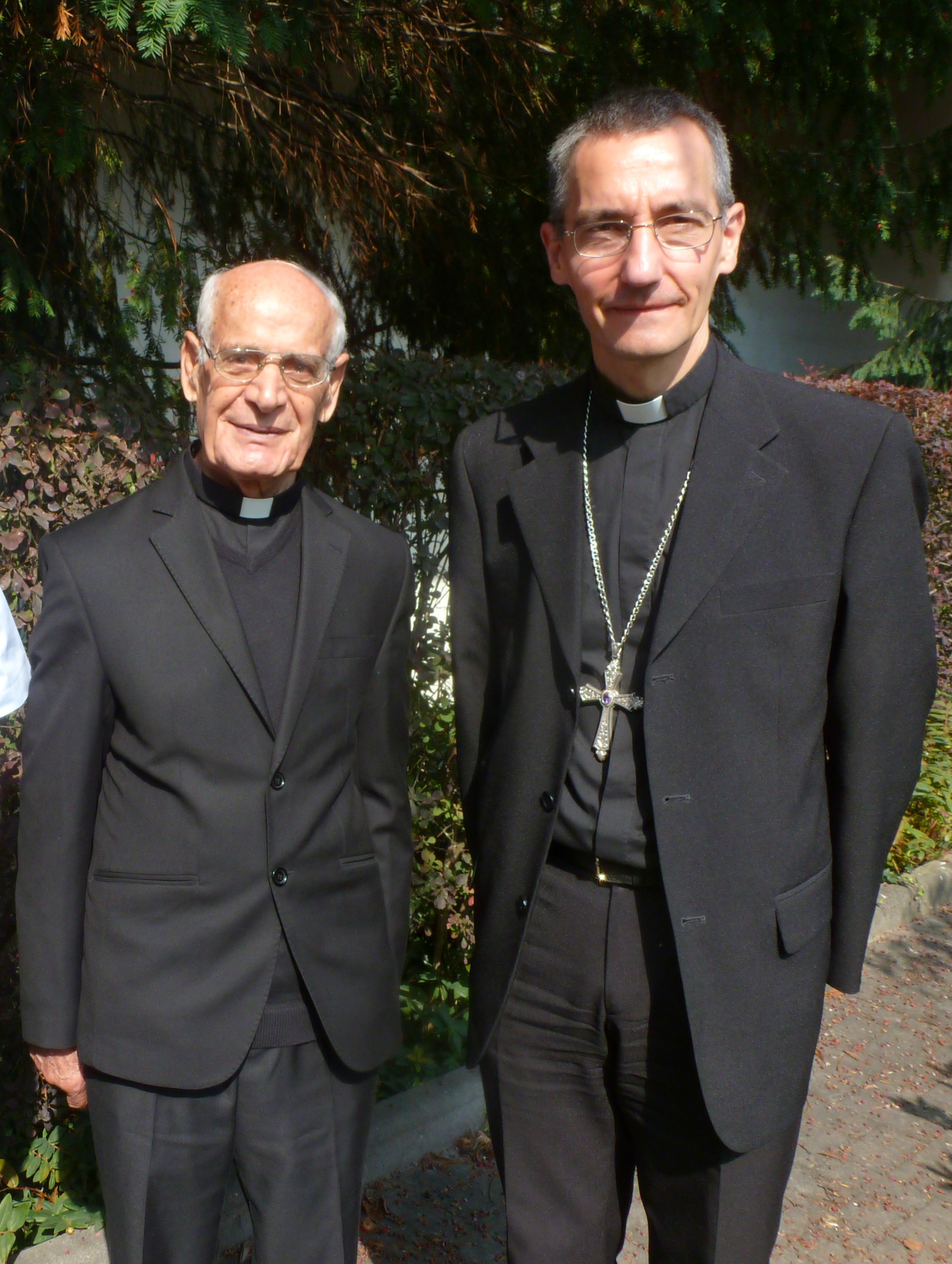
Mgr Vincent Dollmann, alors évêque auxiliaire de Strasbourg, et l'archiprêtre de la cathédrale de Mossoul, portant le clergyman.

Le clergyman est un habit porté par certains prêtres de l'Église catholique. Il est composé d'une veste de couleur sombre et d'une chemise fermée par un col romain. Entré en usage à la fin des années 1950 en tant que concession faite aux prêtres qui devaient voyager, sa démocratisation a ses racines en France, au cours des années 1960. C'est ainsi qu'il remplace régulièrement la soutane depuis le concile Vatican II. 
Il tire son nom anglais de son origine anglicane (clergyman en anglais désigne un membre du clergé de l'église anglicane).

## Historique
À la fin des années 1950, la soutane, que les prêtres catholiques ont pour obligation de porter, est de plus en plus remise en cause au bénéfice d'un costume « plus pratique et plus discret ». Les différents diocèses commencent alors à débattre à propos de l'habit ecclésiastique. C'est ainsi que le clergyman, originaire de l'aire protestante anglo-saxonne, entre initialement en usage en tant que concession faite aux prêtres devant voyager. 
En mars 1962, l'assemblée des cardinaux et archevêques est divisée à propos de la soutane. Pour la première fois, le 29 juin 1962, Mgr Maurice Feltin, archevêque de Paris, édicte de nouvelles règles pour son diocèse et autorise à ses prêtres « la tenue de clergyman avec le col romain comme signe distinctif du clerc » à partir du 1er juillet. Il ajoute néanmoins deux conditions : « le port de la soutane demeure obligatoire à l'église et pour tous les actes cultuels. Le costume civil est absolument interdit aux clercs, sauf autorisation personnelle écrite de l'ordinaire du lieu d'origine et du lieu de séjour. ».
La plupart des diocèses français suivent alors le mouvement au cours de l'année 1962.
À partir des années 1970, le clergyman est en partie délaissé au profit de la tenue civile.
Le 15 octobre 2012, le cardinal Tarcisio Bertone, secrétaire d'État du Saint-Siège, signe une circulaire adressée à tous les bureaux de la Curie romaine pour rappeler que les prêtres et les religieux doivent impérativement porter l'habit approprié, c'est-à-dire le clergyman ou la soutane.